# Keiko (nome)
Keiko  è un nome proprio di persona giapponese femminile.

## Origine e diffusione
Come molti antroponimi giapponesi, il nome Keiko può essere scritto con kanji diversi e, di conseguenza, avere significati diversi: può ad esempio essere composto da 慶 (kei, "celebrare"), 敬 (kei, "rispetto") o 啓 (kei, "aperto") combinati con 子 (ko, "bambina"). Una lista parziale degli ideogrammi maggiormente utilizzati per trascrivere il nome è riportata di seguito:
- 恵子 - figlia fortunata
- 敬子 - figlia rispettosa
- 桂子 - albero di katsura
- 圭子 - gioiello di giada
- 慶子 - figlia felice
- 啓子 - figlia di primavera

Il suffisso ko (子) indica che l'antroponimo è femminile, ed è comune a molti nomi di donna in Giappone. Tale elemento si ritrova anche nei nomi Yōko, Ayako, Fujiko, Naoko, Tamiko, Akiko, Chiyoko e Reiko
Va notato che Keikō (con la o lunga) è stato il dodicesimo imperatore del Giappone, ma i kanji del suo nome (景行) sono diversi da quelli che compongono il nome in questione.

## Persone

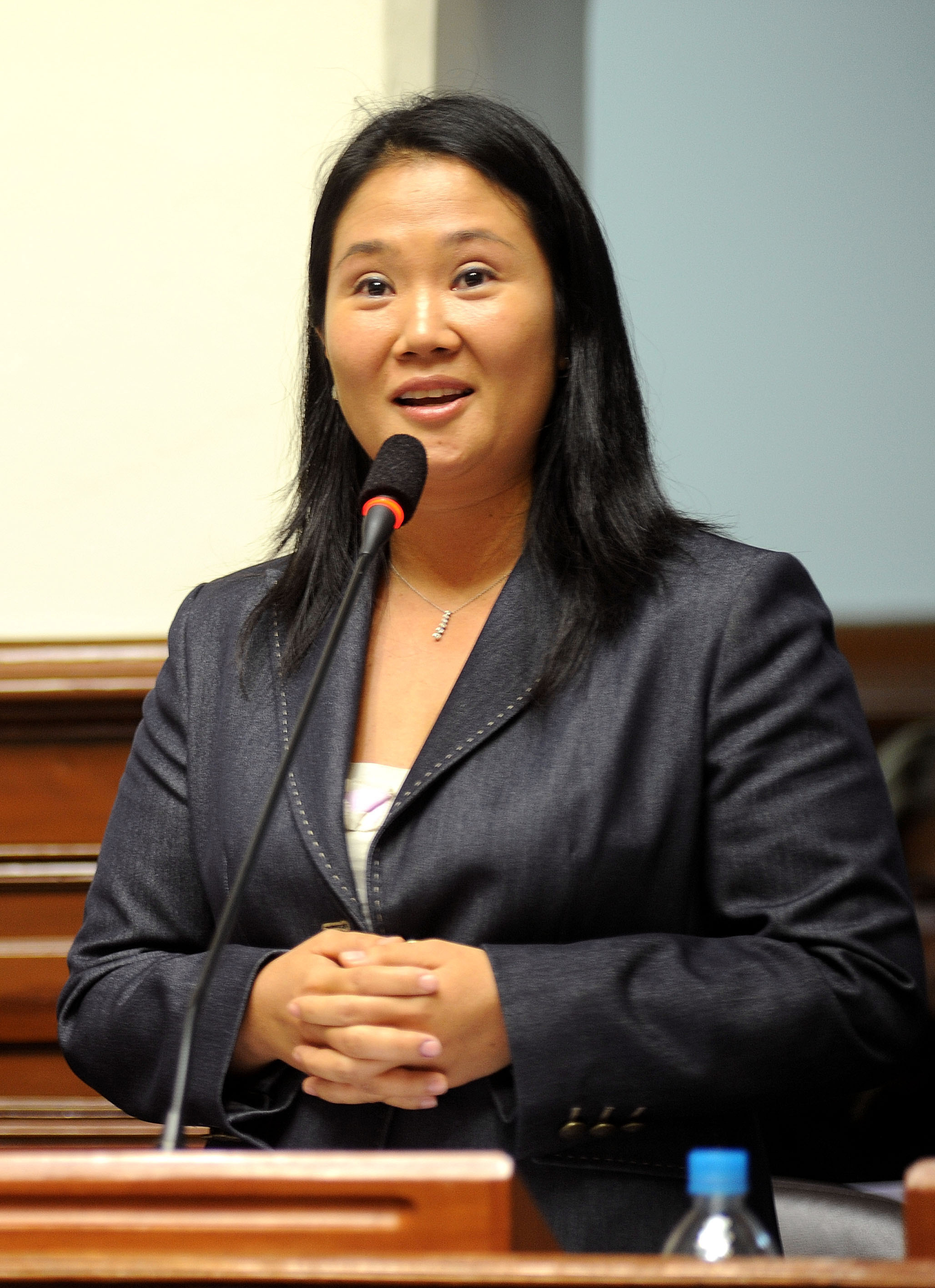
Keiko Fujimori

- Keiko Abe, percussionista e compositrice giapponese
- Keiko Agena, attrice statunitense
- Keiko Awaji, attrice giapponese
- Keiko Fujimori, politica peruviana
- Keiko Fukuda, judoka giapponese
- Keiko Ichiguchi, fumettista giapponese
- Keiko Kitagawa, attrice, modella e idol giapponese
- Keiko Lee, cantante giapponese
- Keiko Matsui, pianista e compositrice giapponese
- Keiko Nagita, vero nome di Kyoko Mizuki, fumettista giapponese
- Keiko Nemoto, doppiatrice giapponese
- Keiko Suenobu, fumettista giapponese
- Keiko Takemiya, fumettista giapponese
- Keiko Toda, doppiatrice giapponese
- Keiko Tsushima, attrice giapponese
- Keiko Yamamoto, doppiatrice giapponese

## Il nome nelle arti
- Keiko Honda è un personaggio della serie manga e anime Shin Chan.
- Keiko Kamikita è un personaggio della serie anime Zambot 3.
- Keiko O'Brien è un personaggio della serie TV Star Trek: Deep Space Nine, moglie del più noto Miles O'Brien.
- Keiko Sonoda è un personaggio della serie manga e anime La rivoluzione di Utena.
- Keiko Yukimura è un personaggio della serie manga e anime Yu degli spettri.

## Curiosità
- Keiko è il nome reale dell'orca protagonista della trilogia su Free Willy: Free Willy - Un amico da salvare, Free Willy 2, Free Willy 3 - Il salvataggio.